# Escora

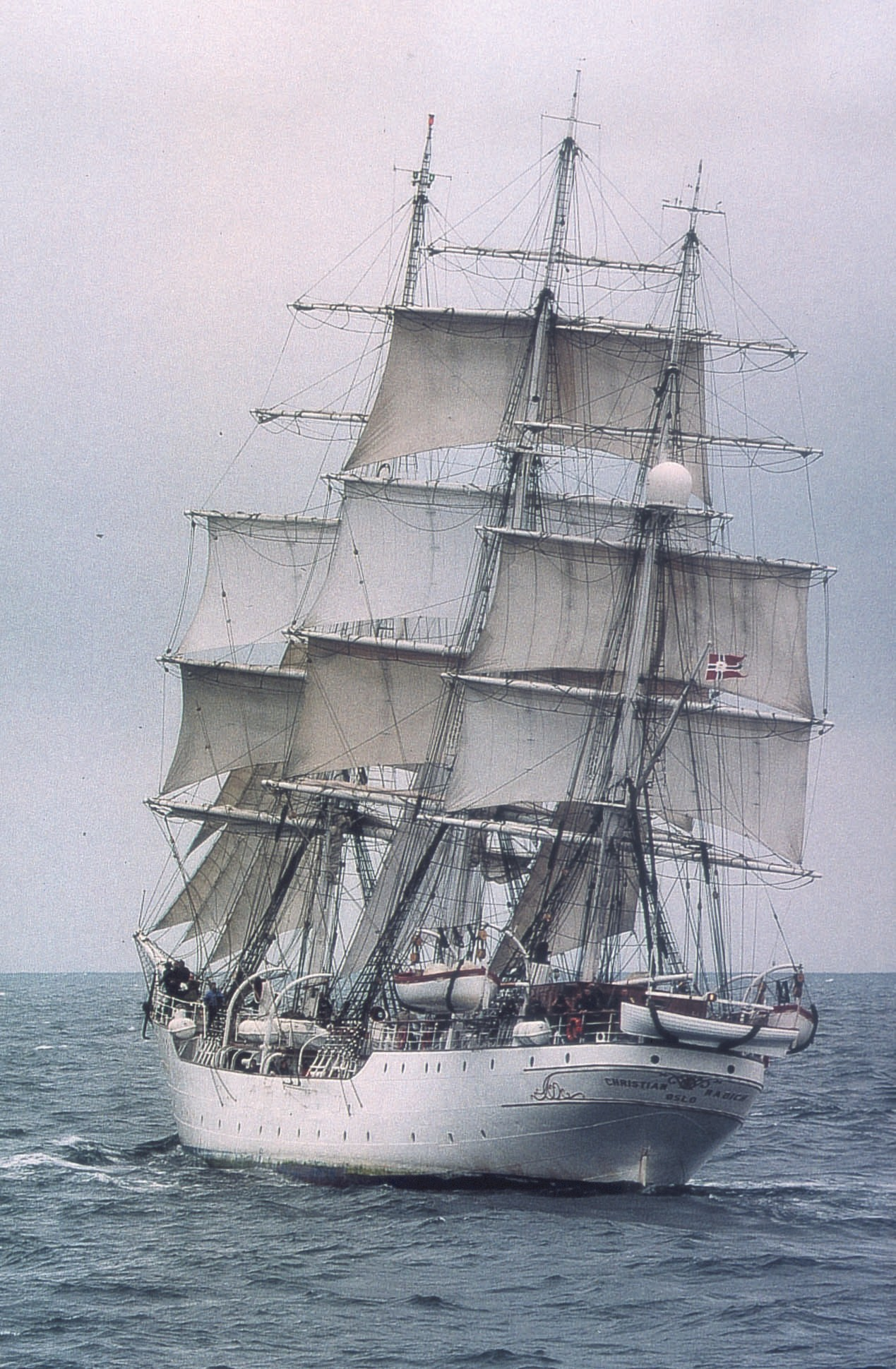
Fragata Christian Radich escorada a estribord per l'acció del vent sobre les veles.

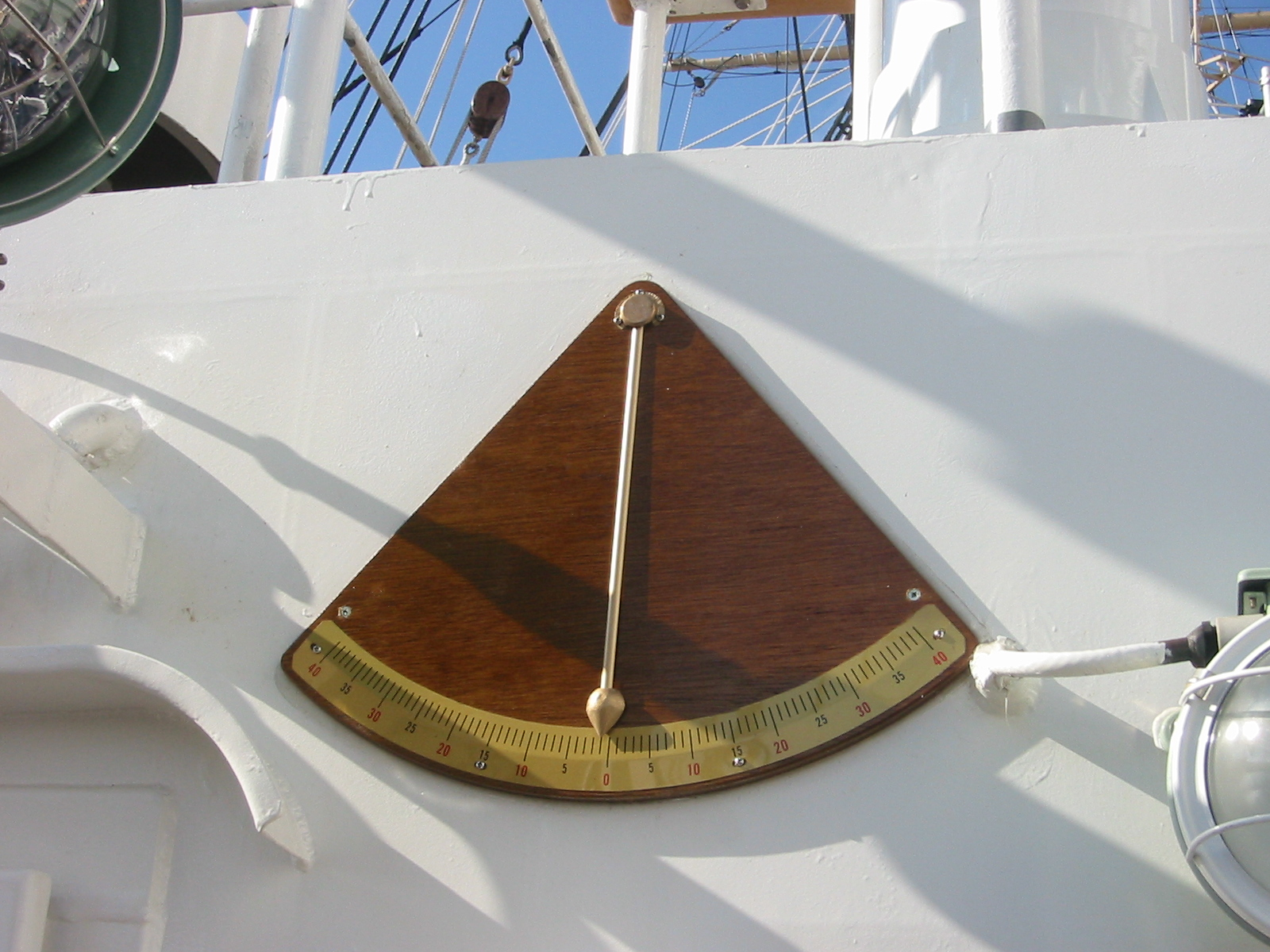
Clinòmetre de plomada.

S'anomena escora la inclinació lateral d'un vaixell provocada per una distribució de pesos desigual o per l'acció del vent sobre les veles. L'angle d'escora es pot mesurar amb un clinòmetre.
Cal no confondre l'escora, que és una inclinació permanent, amb el balanceig (moviment oscil·latori lateral). Un mateix vaixell pot navegar escorat i balancejar-se al mateix temps.

## Conseqüències
En els velers l'escora és un efecte familiar amb el que cal conviure. En general una escora important no és desitjable però, a vegades, es provoca una certa escora per a millorar les prestacions d'un veler.

### Augment de l'eslora de flotació
En alguns iots de vela l'escora fa que augmenti l'eslora de flotació (i, per tant, la velocitat de desplaçament). Un veler dissenyat amb aquest propòsit pot “enganyar” les normes i guanyar altres velers dissenyats sense tenir en compte aquest aspecte.

### Navegació amb ventolines
Moltes classes de velers naveguen deliberadament escorats amb vents fluixos. La vela és més estable i aprofita millor les ratxes. La superfície mullada és més petita i provoca un fregament inferior. L'efecte desitjat és una velocitat més gran.

### Ball
En els vaixells de passatgers del segle xix, amb llargues travesses (des d'Anglaterra fins Austràlia, per exemple), s'arribaren a dissenyar i construir naus amb una gran sala de ball (sota coberta). Hi ha documentats casos de passatgers ballant en condicions marítimes prou extremades. No cal dir que una escora important dificultava les evolucions dels dansaires.